# С феями — шутки плохи
«С феями — шутки плохи» (англ. Photographing Fairies) — фильм британского режиссёра Ника Уиллинга по мотивам романа Стива Шилаги. Фильм частично основан на событиях, связанных с «феями из Коттингли».

## Сюжет
Швейцария, 1912 год. Пара молодёженов празднует здесь своё бракосочетание и проводит медовый месяц. Во время восхождения они застигнуты бураном. Жена попала в расщелину, а её муж фотограф Чарлз Касл остался чудом жив, но впал в тоску и отчаяние.
1914 год. Молодой вдовец отправляется на фронт, где ангелы-хранители по-прежнему присматривают за ним. Мины умудряются взрываться лишь после того, как Чарлз неспешной походкой со штативом в руках спускался в окоп.
После войны он становится преуспевающим фотомастером, разоблачающим оккультистов в фотомонтажных портретах фей.
Когда одна из его клиенток Беатрис Тэмплтон просит его помочь, он отправляется за ней в местечко Беркендайл, где были якобы заняты феи.
…В первый же день пригласившая его Беатрис погибает.
…А на второй день Чарльз своими глазами увидел фей и полез за ними на дерево. Когда он очнулся, то его лоб был в крови.

## В ролях
- Тоби Стивенс — Чарльз Касл
- Бен Кингсли — отец Тэмплтон
- Эмили Вулф — Линда
- Фрэнсис Барбер — Беатрис Тэмплтон
- Фил Дэвис — Рой
- Рэйчел Шелли — Анна-Мари
- Эдвард Хардвик — Артур Конан Дойль
- Ханна Боулд — Клара Тэмплтон
- Мириам Грант — Ана Тэмплтон

## Съёмочная группа
- Режиссёр: Ник Уиллинг
- Продюсер: Мишель Камарда
- Сценарист: Ник Уиллинг
- Оператор: Джон Борман
- Композитор: Саймон Босуэлл
- Монтаж: Шон Бартон

## Призы
- 1998 Международный фестиваль фантастических фильмов в Жерармере — приз жюри, приз международной кинокритики.
- 1998 Фестиваль «Fantasporto» — Серебряный Гран-при лучшему фильму в жанре фэнтези; приз за спецэффекты
- 1998 Международный фестиваль фантастических фильмов в Риме «Фантасфестиваль» — Золотой Гран-при лучшему европейском фильму в жанре фэнтези

## Интересные факты
- Исполнитель роли Артура Конана Дойля британский актёр Эдвард Хардвик был известен тем, что в многочисленных фильмах-экранизациях Конан Дойля он играл доктора Ватсона.
- Прежде фильм выпускался под названием «Фотофеи» (дистрибьютор «Союз-Видео», с 2004 года под новым названием — был выпущен дистрибьютором «Премьер Мультимедиа».
- В соответствии с Системой возрастной классификации кинопоказа в России фильм имеет возрастные ограничения «Фильм разрешен для показа зрителям старше 16 лет»